# Crew Dragon Resilience
Crew Dragon Resilience (Dragon C207) è una navetta spaziale per il trasporto dell'equipaggio della serie Crew Dragon prodotto da SpaceX e costruito nell'ambito del Commercial Crew Program (CCP) della NASA. È stata utilizzata per la prima volta sulla missione Crew-1 che è stata lanciata il 16 novembre 2020, trasportando i quattro membri della Expedition 64 alla Stazione spaziale internazionale (ISS). La missione segna il primo volo operativo con equipaggio di Crew Dragon e del Commercial Crew Program.

## Storia
Inizialmente pianificata per volare con la missione Crew-2, la Crew Dragon C207 è stata riassegnata a volare con la missione Crew-1 dopo che un'anomalia durante un test antincendio statico ha distrutto la capsula C204 destinata a essere riutilizzata durante il Crew Dragon In-Flight Abort Test. Il veicolo spaziale C205 destinato ad essere utilizzato nella missione Demo-2 ha sostituito il veicolo spaziale distrutto per il test di interruzione in volo. La Crew Dragon C206 era destinata all'uso con la missione Crew-1, è stata riassegnata alla missione Demo-2.
Il 1º maggio 2020, SpaceX ha dichiarato che il veicolo spaziale C207 era in produzione e l'addestramento degli astronauti era in corso. L'equipaggio della missione Crew-1 è arrivato presso gli impianti di elaborazione di SpaceX in Florida il 18 agosto 2020.
In una conferenza stampa della NASA il 29 settembre 2020, il comandante Michael Hopkins ha rivelato che la Dragon C207 era stato battezzata Resilience.

## Utilizzo
La navetta Crew Dragon Resilience sarà utilizzata principalmente per la rotazione dell'equipaggio della Stazione Spaziale Internazionale (ISS) insieme alla gemella Crew Dragon Endeavour, per tale motivo al rientro di ogni missione la navetta sarà sottoposta a revisione completa prima di tornare a volare con l'equipaggio in una missione futura, per tale motivo non può effettuare due voli consecutivi almeno fin quando non entrerà in servizio la CTS-100 Starliner della Boeing.

## Voli
Di seguito la lista dei voli che ha effettuato e che effettuerà la navicella Crew Dragon Resilience.
| Missione     | Patch | Data di lancio (UTC)        | Data di atterraggio (UTC)   | Equipaggio                                                                 | Durata            | Osservazioni | Risultato |
| ------------ | ----- | --------------------------- | --------------------------- | -------------------------------------------------------------------------- | ----------------- | --- | --------- |
| Crew-1       |       | 16 novembre 2020, 00:27:15  | 2 maggio 2021, 06:56:33     | - Michael Hopkins - Victor Glover - Soichi Noguchi - Shannon Walker        | 167 giorni        | Missione di lunga durata, ha trasportato i quattro membri della Expedition 64 / 65 equipaggio sulla ISS. È stato il primo volo operativo di Crew Dragon e del Commercial Crew Program. | Riuscito  |
| Inspiration4 |       | 16 settembre 2021, 00:02:56 | 18 settembre 2021, 23:06:49 | - Jared Isaacman - Sian Proctor - Hayley Arceneaux - Christopher Sembroski | 2 giorni e 23 ore | Missione di turismo spaziale, prima missione con equipaggio completamente civile | Riuscito  |
| Polaris Dawn |       | 10 settembre 2024, 09:23:49 | 15 settembre 2024, 07:36    | - Jared Isaacman - Scott Poteet - Sarah Gillis - Anna Menon                | 4 giorni e 22 ore | Missione di turismo spaziale, prima delle tre missioni del Programma Polaris | Riuscito  |
| Fram2        |       | 1 aprile 2025 01:46         | 4 aprile 2025 16:19         | Chun Wang Jannicke Mikkelsen Eric Philips Rabea Rogge                      | 3 giorni e 14 ore | Missione con equipaggio privato. È la prima missione con equipaggio ad essere lanciata in un'orbita polare.                                                                            | Riuscito  |